# Liste entwidmeter Kirchen in der Evangelisch-Lutherischen Landeskirche Sachsens

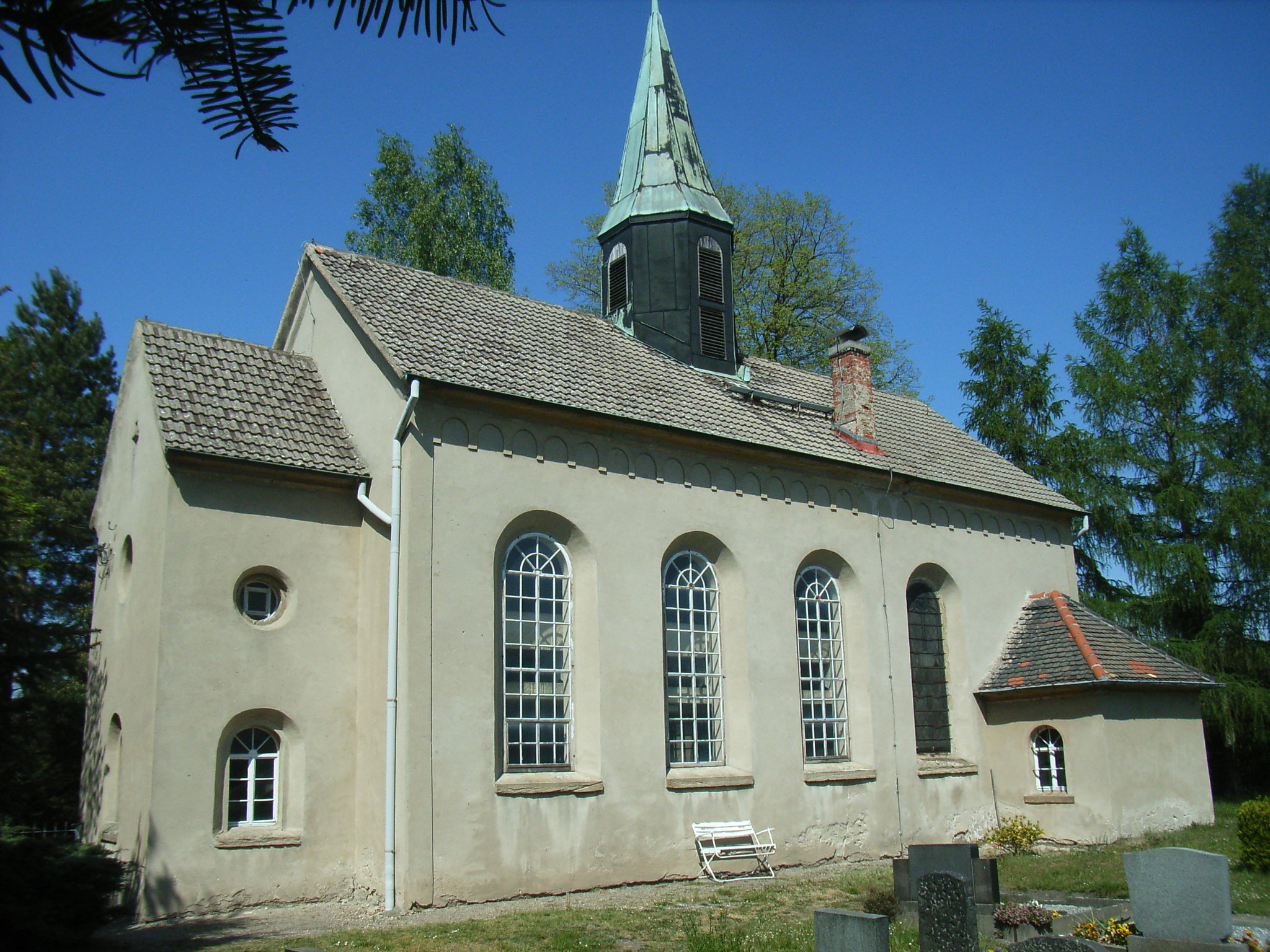
Taborkirche in Heuersdorf (2010 abgerissen)

Die Liste entwidmeter Kirchen in der Evangelisch-Lutherischen Landeskirche Sachsens führt Kirchengebäude der Evangelisch-Lutherischen Landeskirche Sachsens und ihrer Vorgängerkirchen auf, die nach 1945 geschlossen, entwidmet, umgewidmet, umgesetzt oder abgerissen wurden.

## Übersicht (alphabetisch nach Ort)
| Ort                           | Name                     | entwidmet / geschlossen | Bemerkungen |
| ----------------------------- | ------------------------ | ----------------------- | --- |
| Breunsdorf                    | Kirche                   | 1989                    | entwidmet, 1994 wurde die Ortschaft bergbaubedingt devastiert |
| Blumroda                      | Kirche: zu Borna         | 1957                    | bergbaubedingt devastiert. |
| Cröbern                       | Kirche                   | 1970                    | 1755 erbaut, zu Markkleeberg; bergbaubedingt devastiert. |
| Dresden – Pillnitz            | Weinbergkirche           | 1976                    | 1723–25 erbaut, entwidmet, in den 1990er Jahren restauriert, gelegentlich wieder Gottesdienste                                                                                                   |
| Elstertrebnitz                | St.-Martins-Kirche       | 1980                    | 1842 erbaut, durch Brand unbenutzbar geworden, 2000 verkauft, 2018 bei eBay wieder zum Verkauf angeboten und erneut verkauft – sie ist nun als Kulturkirche Sachsen für Veranstaltungen buchbar. |
| Eythra                        | Kirche                   | 1987                    | 1739 erbaut, zu Zwenkau; bergbaubedingt devastiert. |
| Franken                       | Kirche: zu Waldenburg    | 1996                    | 1835–36 erbaut, entwidmet, Nachnutzung als Begegnungs- und Veranstaltungszentrum |
| Freiberg                      | Nikolaikirche            | 1975                    | Ursprung im 12. Jahrhundert, entwidmet und verkauft, heute Nutzung als Konzert- und Veranstaltungshalle                                                                                          |
| Görnitz                       | Kirche: zu Borna         | 1965                    | bergbaubedingt devastiert. |
| Hain                          | Kirche: zu Neukieritzsch | 1969                    | bergbaubedingt devastiert. |
| Heidenau                      | Lutherkirche             | 2014                    | 1931 erbaut, entwidmet, verkauft, Nachnutzung als Begegnungsstätte geplant |
| Kreudnitz                     | Kirche: zu Rötha         | 1969                    | bergbaubedingt devastiert. |
| Leipzig                       | Paulinerkirche           | 1968                    | 1240 geweiht, gesprengt |
| Leipzig-Reudnitz              | Markuskirche             | 1973                    | 1884 geweiht, 1978 gesprengt |
| Magdeborn                     | Kirche: zu Großpösna     | 1980                    | bergbaubedingt devastiert. |
| Neuensalz                     | Kapelle                  | 1967                    | vermutlich Mitte des 12. Jahrhunderts erbaut, um 1854 in neugotischem Stil umgebaut, 1967 wurden die Gottesdienste eingestellt, heute Konzert- und Ausstellungszentrum                           |
| Olbersdorf                    | Kirche                   | 1984                    | 1882/83 erbaut, 1984 letzter Gottesdienst, 1986 wegen Braunkohletagebaus gesprengt |
| Paupitzsch                    | Kirche                   | um 1975                 | wegen Braunkohlentagebaus abgerissen |
| Pöhl                          | Kirche                   | 1961                    | 1654 erbaut, 1961 abgebrannt, abgerissen und Ortschaft für den Bau der Talsperre Pöhl geflutet                                                                                                   |
| Regis-Breitingen – Heuersdorf | Emmauskirche             | 2007                    | wegen Braunkohlentagebaus nach Borna umgesetzt |
| Regis-Breitingen – Heuersdorf | Taborkirche              | 2008                    | 1866 erbaut, geschlossen, 2010 wegen Braunkohlentagebaus abgerissen |
| Rüben                         | Kirche                   | 1957                    | 1780 erbaut, zu Rötha; bergbaubedingt devastiert. |
| Trachenau                     | Kirche: zu Böhlen        | 1965                    | bergbaubedingt devastiert. |
| Stöntzsch                     | Kirche                   | 1963                    | 1506 geweiht, zu Pegau; bergbaubedingt devastiert. |
| Wurzen                        | Heiliggeistkirche        | 1976                    | 1550 erbaut, abgerissen |
| Zehmen                        | Kirche: zu Böhlen        | 1958                    | bergbaubedingt devastiert. |
| Zeschwitz                     | Kirche: zu Böhlen        | 1953                    | bergbaubedingt devastiert. |
| Zittau                        | Kreuzkirche              | 1972                    | um 1410 errichtet, 1972 entwidmet, seit 1999 Museum |